# Carlo Zucchi (architetto)
Carlo Zucchi (Reggio nell'Emilia, 25 febbraio 1789 – Reggio nell'Emilia, 9 settembre 1849) è stato un architetto, incisore e scenografo italiano.
Espatriato in Sud America in seguito alle persecuzioni poliziesche, operò principalmente in Argentina, Uruguay e Brasile.

## Biografia
Nato in un'agiata famiglia reggiana, era nipote di Carlo Zucchi, futuro generale napoleonico. In giovane età lasciò la casa paterna e si recò nella Francia rivoluzionaria. Rientrato in patria al seguito delle truppe napoleoniche, con l'inizio della Restaurazione si avvicinò al mondo società segrete. Entrato nei sublimi maestri perfetti, nel 1822 fu arrestato dalla polizia ducale e condannato a tre anni di carcere. In seguito ad una supplica al duca Francesco IV fu scarcerato ed esiliato. Recatosi dapprima in Svizzera e poi a Parigi fu qui contattato da alcuni rappresentanti del governo delle Provincie Unite del Rio de la Plata in cerca di letterati e artisti da inviare a Buenos Aires. Una volta giunto nella capitale argentina raggiunse una certa notorietà come architetto tanto da essere nominato ingegnere architetto della provincia bonaerense. Progettò alcuni edifici pubblici come ospedali, chiese, cimiteri e mausolei. Nel 1833, su richiesta del locale caudillo Estanislao López, recò a Santa Fe dove progettò la facciata della chiesa Madre. La fama di Zucchi raggiunse anche il remoto Paraguay il cui governo lo incaricò della progettazione della nuova cattedrale metropolitana di Asunción.
Nel 1836 emigrò a Montevideo dove si mise al servizio del presidente Manuel Oribe il quale voleva conferire alla città un aspetto moderno e sfarzoso. Zucchi fu così incaricato di alcuni importanti progetti governativi come la costruzione del primo teatro dell'Uruguay, del nuovo cimitero e l'espansione della capitale ad est della città vecchia ancora cinta dalle mura spagnole. A causa dell'esosità dei costi delle opere progettate e della crescente instabilità politica del paese, che stava ormai scivolando verso una lunghissima guerra civile, una parte dei suoi lavori non vennero realizzati o furono parzialmente ridisegnati.
Nel 1843, mentre Montevideo veniva cinta d'assedio dalle forze dei blancos, Zucchi si rifugiò a Rio de Janeiro. Qui progettò un monumento funebre all'imperatore Pietro I del Brasile e fu coinvolto in alcune diatribe con esponenti della comunità argentina in esilio.
Rientrato in Francia, iniziò ad accusare un cattivo stato di salute. Scrisse quindi una supplica al nuovo duca di Modena e Reggio Francesco V per poter rientrare in patria. Dopo un'attesa di due anni, il governo ducale rispose concedendo un salvacondotto per soli tre mesi. Una volta giunto a Reggio Zucchi trovò ospitalità da alcuni lontani parenti. Il suo soggiorno reggiano si prolungò a causa dello scoppio dei moti del 1848 e la fuga di Francesco V. Gravemente malato, Zucchi si spense a Reggio nel settembre 1849.